# Lisa Banes
Lisa Banes (Chagrin Falls, 9 de julio de 1955 - Nueva York, 14 de junio de 2021) fue una actriz estadounidense. Fue nominada a un premio Drama Desk a la mejor actriz de reparto en una obra de teatro en 1984 por Isn't it Romantic? y ganó un premio Theatre World en 1981 por su interpretación de Alison Porter en la obra Off-Broadway, Look Back in Anger. En el cine, apareció en Cocktail (1988), Freedom Writers (2007), Perdida (2014) y A Cure for Wellness (2016).

## Primeros años
Banes nació en Chagrin Falls, Ohio. Estudió actuación en la Escuela Juilliard de la ciudad de Nueva York.

## Carrera profesional

### Teatro
Apareció en Broadway varias veces. Interpretó a Cassie en la obra de Neil Simon, Rumors en 1988 con Christine Baranski, a Margaret Lord en el musical High Society con Anna Kendrick en 1998, estuvo en Accent on Youth con David Hyde Pierce en 2009, y más recientemente en Present Laughter con Victor Garber en 2010.

### Televisión y cine
En televisión, Banes tuvo papeles regulares como Doreen Morrison en The Trials of Rosie O'Neill protagonizada por Sharon Gless, y como la alcaldesa Anita Massengil en la serie de comedia de Fox Son of the Beach (2000-01). También tuvo papeles recurrentes en The King of Queens como Georgia Boone, en Six Feet Under como Victoria, en One Life to Live como Eve McBain y en Nashville como la directora del rancho. También actuó como estrella invitada como una doctora de Trill en el episodio "Equilibrium" de Star Trek: Deep Space Nine. Banes interpretó a Anne Kane en la miniserie de televisión de 1985 Kane y Abel. Sus otros créditos televisivos incluyen China Beach, Murder, She Wrote, The Practice, NYPD Blue, Desperate Housewives, Law & Order: Special Victims Unit, The Good Wife, NCIS y Once Upon a Time. De 2010 a 2016, tuvo un papel recurrente como Ellen Collins en Royal Pains.
Banes también interpretó a la Sra. Berry en Hotel New Hampshire (1984), Bonnie en Cocktail (1988), Flora en Dragonfly (2002) y la madre de Christina Ricci en Pumpkin (2002). En 2014, apareció en Perdida de David Fincher como Marybeth Elliott, madre de Amy Elliott (Rosamund Pike).

## Vida personal
Banes vivía en Los Ángeles. Pertenecía a la comunidad LGBT y estaba casada con Kathryn Kranhold. El 4 de junio de 2021, Banes fue atropellada en Nueva York por un vehículo de dos ruedas no especificado, cuyo conductor se dio a la fuga. Fue ingresada en el Hospital Mount Sinai Morningside con una lesión cerebral traumática, y falleció allí el 14 de junio a la edad de 65 años.

## Filmografía

### Película
| Año  | Título                           | Papel                | Notas                  |
| ---- | -------------------------------- | -------------------- | ---------------------- |
| 1984 | Hotel New Hampshire              | Mamá                 |                        |
| 1985 | Marie                            | Toni Greer           |                        |
| 1985 | Looking Back in Anger            | Allison Porter       | Película de televisión |
| 1986 | One Police Plaza                 | Erica                | Película de televisión |
| 1988 | Cocktail                         | Bonnie               |                        |
| 1988 | Young Guns                       | Mallory              |                        |
| 1990 | A Killer Among Us                | Joanna Westrope      | Película de televisión |
| 1990 | Close Encounter                  | Andrea Griffin       | Película de televisión |
| 1992 | The Presence                     | Diana                | Película de televisión |
| 1993 | Revenge on the Highway           | Vi Sams              | Película de televisión |
| 1993 | A Family Torn Apart              | Barbara Forester     | Película de televisión |
| 1993 | Gloria Vane                      | Doreen               | Película de televisión |
| 1994 | Cries from the Heart             | Sra. Tolbert         | Película de televisión |
| 1995 | Miami Rhapsody                   | Ginecólogo           |                        |
| 1995 | The Avenging Angel               | Rebecca Heaton       | Película de televisión |
| 1996 | My Son is Innocent               | Lisa Eubanks         | Película de televisión |
| 1996 | Last Exit to Earth               | Mayor                | Película de televisión |
| 1996 | Mother, May I Sleep with Danger? | Jessica Lewsohn      | Película de televisión |
| 1998 | Without Limits                   | Elfriede Prefontaine |                        |
| 2002 | Pumpkin                          | Chippy McDuffy       |                        |
| 2002 | Dragonfly                        | Flora                |                        |
| 2004 | Combustión                       | Alcalde Wallker      | Película de televisión |
| 2007 | Freedom Writers                  | Karin Polachek       |                        |
| 2008 | Brothel                          | Priscilla            |                        |
| 2009 | Legally Blondes                  | Directora Higgins    |                        |
| 2014 | Perdida                          | Marybeth Elliott     |                        |
| 2016 | A Cure for Wellness              | Hollis               |                        |
| 2017 | Six Women                        | Acebo                | Cortometraje           |

### Televisión
| Año       | Título                                  | Papel                      | Notas                                                   |
| --------- | --------------------------------------- | -------------------------- | ------------------------------------------------------- |
| 1985      | Spenser, detective privado              | Meghan Farrell             | Episodio: "No Room at the Inn"                          |
| 1986      | The Equalizer                           | Allison                    | Episodio: Nightscape                                    |
| 1987      | Leg Work                                | Celia Checkman             | Episodios: "Pilot", "The Art of Murder"                 |
| 1988      | Hemingway                               | Martha Gelhorn             | Miniserie de televisión                                 |
| 1989      | Life Goes On                            | Kathryn Henning            | Episodio: "Paige's Mom"                                 |
| 1989      | China Beach                             | Cat Von Steeger            | Episodios: "How to Stay Alive in Vietnam (Parts 1 & 2)" |
| 1990      | American Dreamer                        | Jessica                    | Episodio: Piloto                                        |
| 1990–1992 | The Trials of Rosie O'Neill             | Doreen Morrison            |                                                         |
| 1993      | L. A. Law                               | Ms. Mitchell               | Episodio: "Leap of Faith"                               |
| 1993      | Sisters                                 | Barbara Buckley            | Episode: "The Good Daughter"                            |
| 1994      | Star Trek: Deep Space Nine              | Doctor Renhol              | Episodio: "Equilibrium"                                 |
| 1994      | Roseanne                                | Mrs. Simms                 | Episodio: "White Men Can Kiss"                          |
| 1995      | Murder, She Wrote                       | Lucy Hedrix                | Episodio: "Shooting in Rome"                            |
| 1995      | High Society                            | Tippi Von Schlaugger       | Episodio: "The Naked and the Deadline"                  |
| 1996      | Murder One                              | Vivien Barone              | Episodio: "Chapter Ten"                                 |
| 1996      | Frasier                                 | Pamela                     | Episodio: "A Lilith Thanksgiving"                       |
| 1998      | Michael Hayes                           | Madeline                   | Episodios: "Imagine (Parts 1 & 2)                       |
| 1999      | Too Rich: The Secret Life of Doris Duke | Barbara Hutton             | Miniserie de televisión                                 |
| 1999      | Legacy                                  | Georgina Winters           | 4 episodios                                             |
| 2000–2001 | Son of the Beach                        | Alcalde Anita Massengil    |                                                         |
| 2002      | Philly                                  | Carolyn Minelli            | Episodio: "Lies of Minelli"                             |
| 2002      | The Practice                            | Judge Samantha Cooke       | Episodio: "Eat and Run"                                 |
| 2002      | Girls Club                              | Meredith Holt              | 4 episodios                                             |
| 2004      | It's All Relative                       | Viveca                     | Episodio: "Ready, Aim, Sing"                            |
| 2004      | One Life to Live                        | Eve McBain                 |                                                         |
| 2004      | NYPD Blue                               | Secretario de defensa      | Episodio: " Divorce, Detective Style"                   |
| 2004      | The King of Queens                      | Georgia Boone              | 2 episodios                                             |
| 2005      | Jake in Progress                        | Valerie Page               | Episodio: "Harpy Birthday"                              |
| 2005      | Six Feet Under                          | Victoria                   | 3 episodios                                             |
| 2005      | Out of Practice                         | Chef Vivian                | Episodio: "Key Ingredients"                             |
| 2005      | Boston Legal                            | Secretaria Kimberly Mellon | Episodio: "Truly, Madly, Deeply"                        |
| 2006      | In Justice                              | D.A. Margaret Mannheim     | Episodio: "Another Country"                             |
| 2006      | The Unit                                | Dr. Rhea Morrison          | Episodio: "SERE"                                        |
| 2006      | Saved                                   | Dr. Victoria Cole          | Episodios: "Fog" and "Family"                           |
| 2006      | Desperate Housewives                    | Vera Keck                  | Episodio: "Like It Was"                                 |
| 2007      | Psych                                   | Edna Crocker               | Episodio: "Forget Me Not"                               |
| 2010      | The Good Wife                           | Georgia McGowen            | Episodio: "Cleaning House"                              |
| 2011      | Law & Order: Special Victims Unit       | Elaine Frye Cavanaugh      | Episodio: "Totem"                                       |
| 2011      | How to be a Gentleman                   | Madeline                   | Episodio: "How to Attend Your Ex-Fiance's Wedding"      |
| 2012      | Perception                              | Irene Reardon              | Episodios: "Nemesis", "Kilimanjaro"                     |
| 2015      | NCIS                                    | Ambassador Olivia Edmunds  | Episodio: "Patience"                                    |
| 2016      | Rosewood                                | Esther Wilford             | Episodios: "Hydrocephalus and Hard Knocks"              |
| 2010–2016 | Royal Pains                             | Ellen Collins              | 9 episodios                                             |
| 2016      | Once Upon a Time                        | Lady Tremaine              | Episodio: "The Other Shoe"                              |
| 2016      | Masters of Sex                          | Nina Clavermore            | Episodios: "Outliers", "Topeka"                         |
| 2016      | Madam Secretary                         | Arabelle Marsh             | Episodio: "Tectonic Shift"                              |
| 2018      | Nashville                               | Directora del rancho       | 4 episodios                                             |
| 2021      | Them                                    | Esther Haber               | Episodio "Day 6"                                        |
| 2022      | The Orville                             | Speria Balask              | 3 episodios (Lanzamiento póstumo)                       |